# Cabra de Mora
Cabra de Mora ist eine spanische Gemeinde (municipio)  mit 66 Einwohnern (Stand: 2024) im Südosten der Provinz Teruel in der Autonomen Gemeinschaft Aragonien. 

## Lage
Cabra de Mora liegt knapp 52 Kilometer (Fahrtstrecke) östlich der Provinzhauptstadt Teruel im Bergland der Sierra de Gúdar in einer Höhe von ca. 1085 m. 

## Bevölkerungsentwicklung
| Jahr      | 1960 | 1970 | 1981 | 1991 | 2006 | 2011 | 2021 |
| Einwohner | 306  | 166  | 133  | 102  | 108  | 82   | 68   |

## Wirtschaft
Landwirtschaft und Tourismus sind die Haupteinnahmequellen des Ortes. 

## Sehenswürdigkeiten

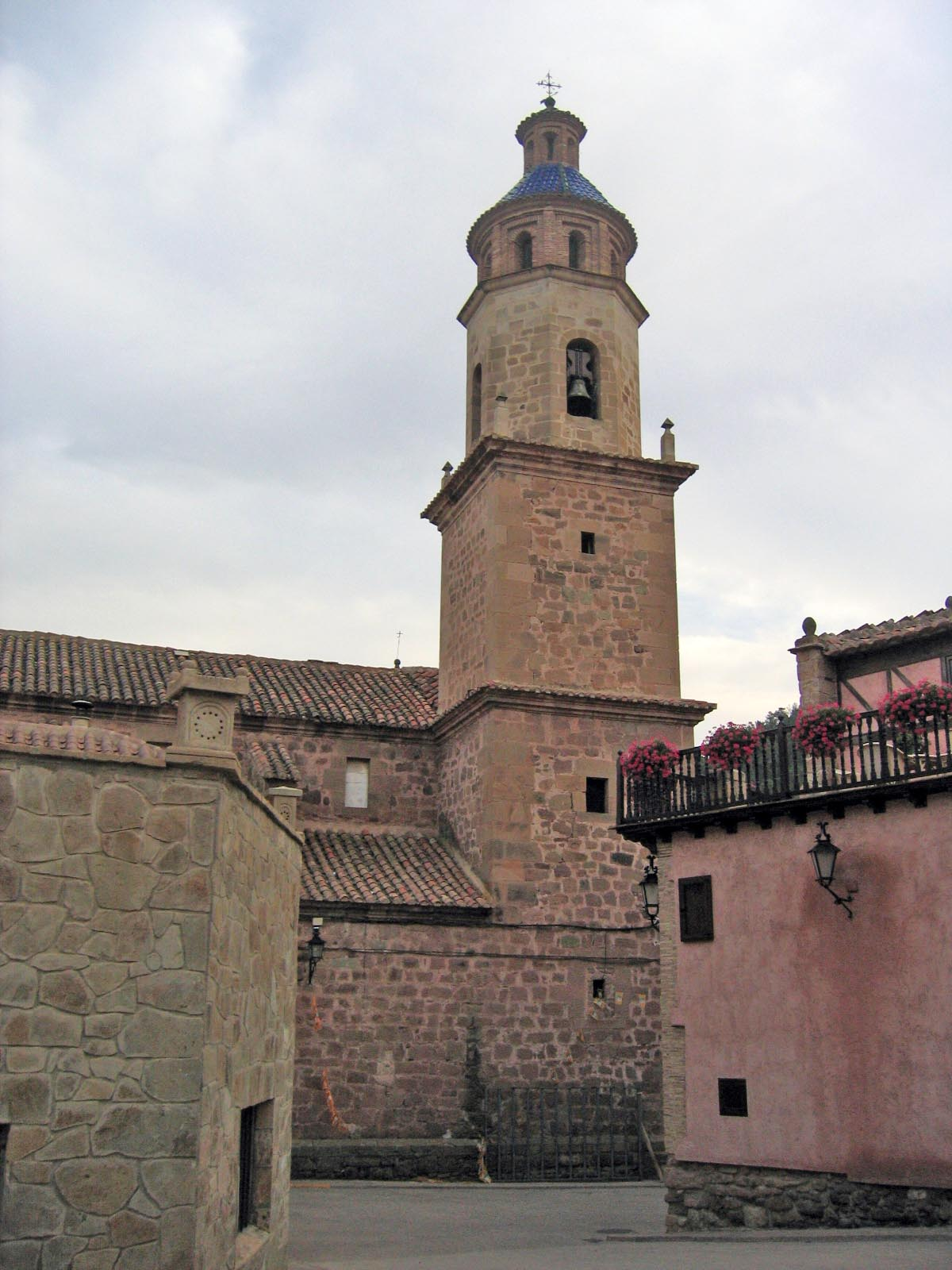
Michaeliskirche
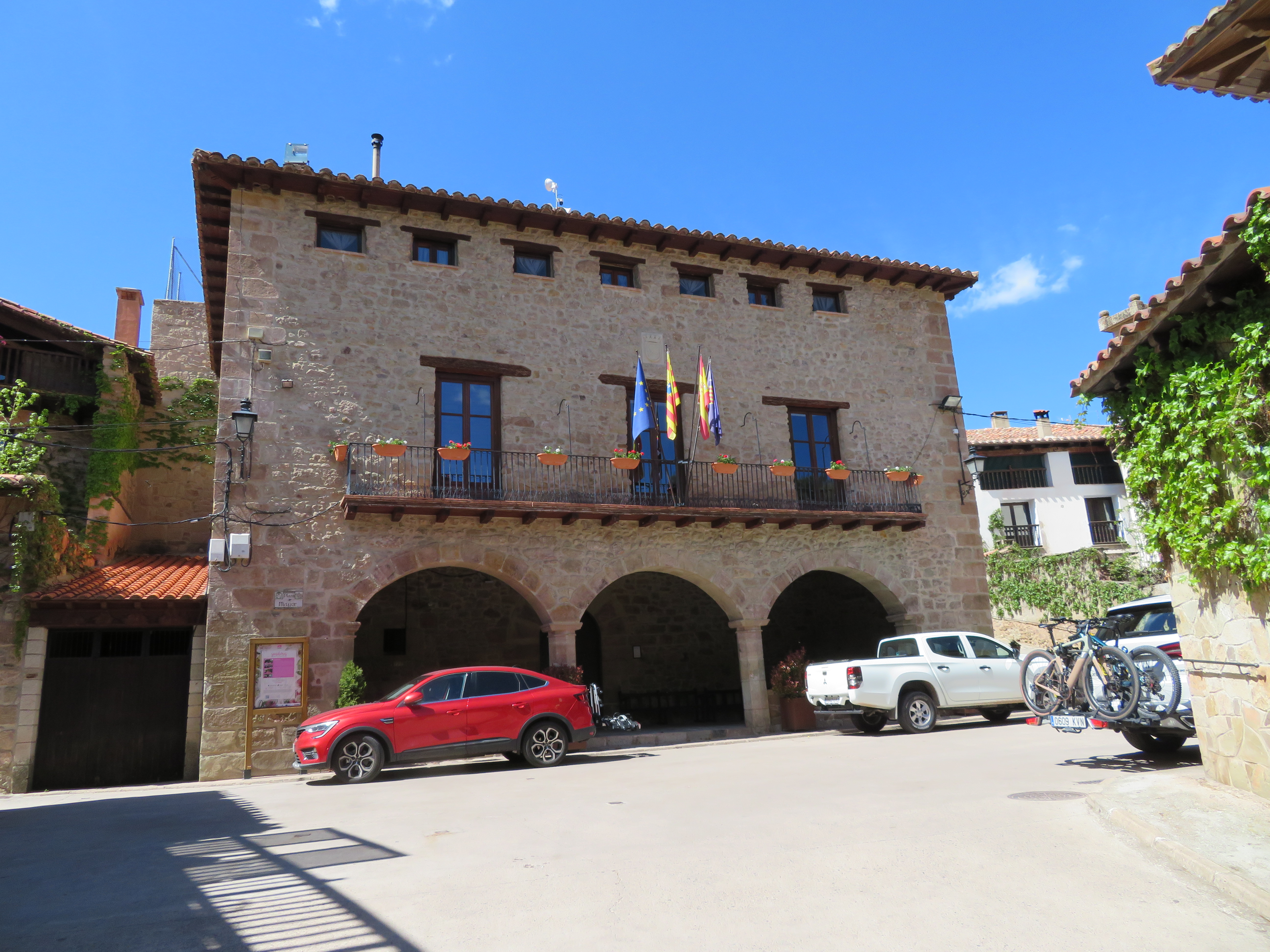
Marienkapelle

- Michaeliskirche
- Rathaus